# Gollahalli, Sidlaghatta
Gollahalli là một làng thuộc tehsil Sidlaghatta, huyện Kolar, bang Karnataka, Ấn Độ.